# Formiga (fodboldspiller)
Miraildes Maciel Mota (født 3. marts 1978), bedre kendt som Formiga, er en brasiliansk fodboldspiller, der spiller som midtbanespiller for Paris Saint-Germain og Brasilien. Hun har tidligere spillet for professionelle klubber i Sverige og USA. Formiga har flere internationale rekorder som medlem af Brasiliens landshold. Hun er den eneste kvindelige fodboldspiller, der har spillet med i alle olympiske fodboldturneringer for kvinder siden den første udgave ved sommer-OL 1996. Rekorden ligger på i alt 7 deltagelser, eftersom hun pt. er aktuel ved Sommer-OL 2020. Hun deler rekorden som flest deltagelser ved VM i fodbold for kvinder med Homare Sawa, de har begge deltaget seks gange, hvilket er rekord.